# Гази Евренос имарет (Гюмюрджина)
Имаретът на Гази Евренос бей в Гюмюрджина е един от най-старите оцелели османски паметници в Европа и датира между началото на 1360-те и края на XIV в. Разположен в Гюмюрджина, той е построен като резиденция на османския завоевател Гази Евренос бей близо до източните стени на византийското укрепление. От 1999 година в сградата се помещава църковния музей на Маронийската и Гюмюрджинската епархия. Според местни легенди на мястото на имарета е имало православна църква..

## Галерия
- Северна страна (отляво е портата на източното отделение, а отдясно е портата на западното отделение).
- Имарет / църковен музей на Комотини (изглед от запад и североизток).
- Надпис на кирилица (Имаретът е бил църква по време на българското управление на града)
- Експонати на църковния музей
- Интериорен детайл
- Детайл на вътрешна украса (западно отделение).